# Augochlora fulgidana
Augochlora fulgidana är en biart som beskrevs av Heinrich Friese 1925. Augochlora fulgidana ingår i släktet Augochlora och familjen vägbin. Inga underarter finns listade.